# Coccus capparidis
Coccus capparidis är en insektsart som först beskrevs av Green 1904.  Coccus capparidis ingår i släktet Coccus och familjen skålsköldlöss. Inga underarter finns listade i Catalogue of Life.